# 上海轨道交通24号线
上海轨道交通24号线是上海地铁一條處於綫網规划研究階段的线路。曾列於《上海市城市总体规划（2017-2035年）》，其時規劃南起浦東周浦地區，沿錦綉路–芳甸路–北洋涇路走行，隨後進入楊浦區，沿黃浦江西岸北上，最終抵達宝山区的楊行樞紐。

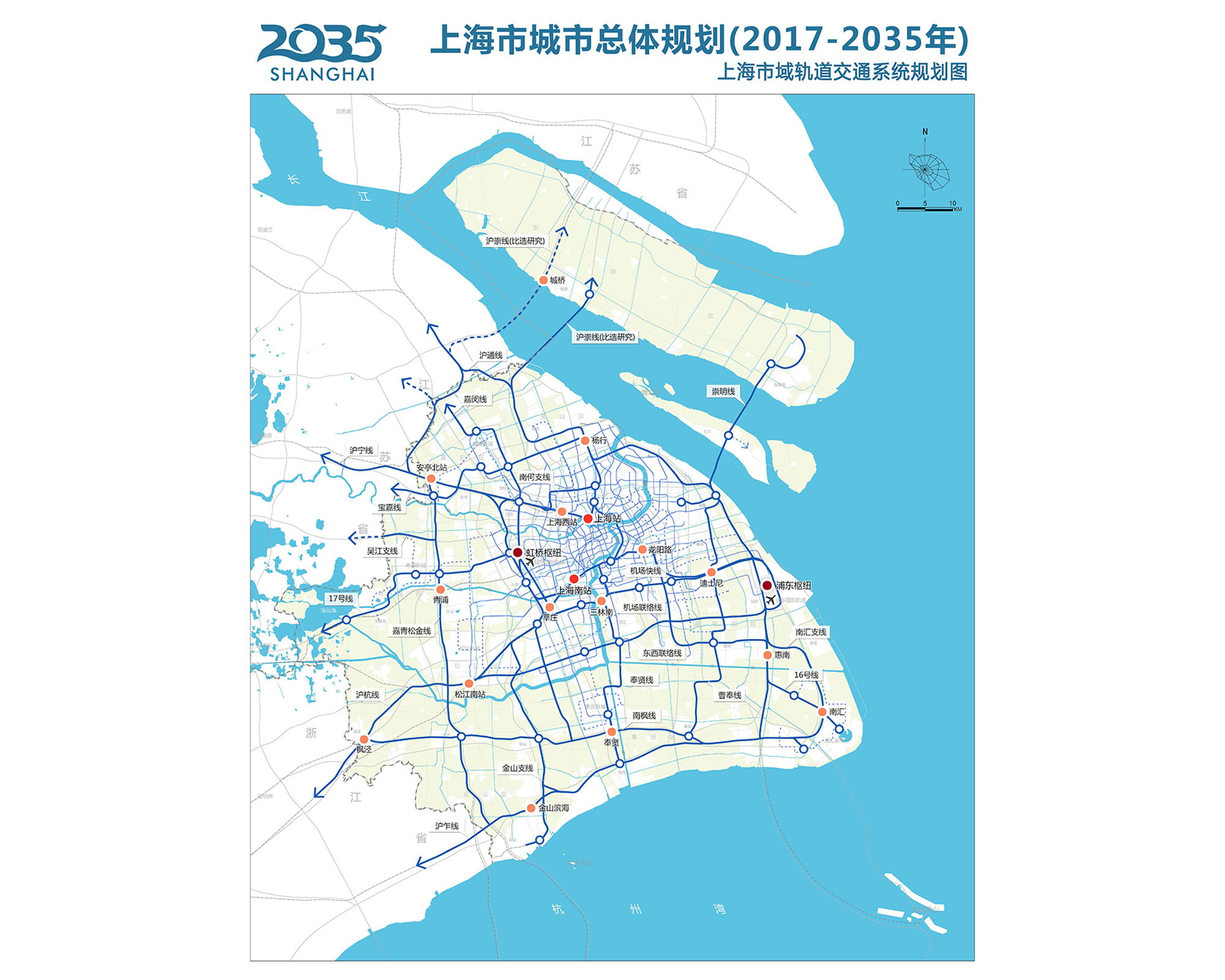
上海市城市总体规划（2017-2035年）轨道交通市域线系统规划图。虚线为比选方案。

後来吴淞地区规划調整、引入26号线，24号线亦不再進入宝山区；而闵行区提议将该线进一步南延伸。

## 沿革
- 2017年12月，上海市城市总体规划（2017-2035年）获批，其中包括24号线。
  - 该线路计划走向起自楊行東站，至年家浜路站，与18号线和19号线在江楊南路站换乘，与3号线在淞發路站换乘，与10号线在國帆路站换乘，与20号线在共青森林公園站换乘，与8号线在翔殷路站和浦江鎮站换乘，与12号线在隆昌路站换乘，与14号线在歇浦路站换乘，与6号线在北洋涇路站换乘，与9号线在芳甸路站换乘，与18号线在迎春路站换乘，与2号线在上海科技館站换乘，与7号线在錦綉路站换乘，以及与13号线在下南路站换乘。